# Hyalinobatrachinae
Hyalinobatrachinae – podrodzina płazów bezogonowych z rodziny szklenicowatych (Centrolenidae). 

## Zasięg występowania
Podrodzina obejmuje gatunki występujące od tropikalnych regionów Meksyku do południowo-wschodniej Brazylii i Argentyny.

## Podział systematyczny
Do podrodziny należą następujące rodzaje:
- Celsiella Guayasamin, Castroviejo-Fisher, Trueb, Ayarzagüena, Rada & Vilà, 2009
- Hyalinobatrachium Ruiz-Carranza & Lynch, 1991